# Canthon corpulentus
Canthon corpulentus é uma espécie de besouro, que foi descrita pela primeira vez por Edgar von Harold, em 1868. Canthon corpulentus pertence ao gênero Canthon e à família Scarabaeidae. É encontrada na América do Sul, mais especificamente, no Brasil.